# Elmar Weindel
Elmar Weindel (* 19. Mai 1929 in Kaiserslautern) ist ein deutscher Botschafter im Ruhestand.

## Leben
Weindel studierte Rechtswissenschaft an der Universität Würzburg und der Universität Erlangen. Im Jahr 1960 trat er in den Auswärtigen Dienst. Von 1963 bis 1967 war er in Lissabon und von 1968 bis 1975 in Teheran beschäftigt. Nachdem die Bundesregierung nach Kräften das portugiesische Kolonialregime, bspw. über Samuel Cummings, unterstützt hatte, erkannte Bundespräsident Walter Scheel am 25. Juni 1975 die Unabhängigkeit der Volksrepublik Mosambik an. Vom 21. Juli 1976 bis 1981 während des Mosambikanischen Bürgerkrieges war Weindel als Botschafter in Maputo (Mosambik) und Lobamba (Swasiland) akkreditiert.
In den Jahren von 1982 bis 1983 war er als Botschafter in Abu Dhabi tätig. Anschließend wurde er von 1984 bis 1990 beim Facilitymanagement des Auswärtigen Amtes eingesetzt. Mitte August 1987 führte er eine Delegation zur Rruga Skanderbeg, um die Errichtung der bundesdeutschen Botschaft in Tirana zu begleiten. In San Francisco hatte er von 1991 bis 1994 Exequatur als Generalkonsul. Im Jahr 1994 wurde er in den Ruhestand versetzt.